# Râul Luda Bara
Râul Luda Bara este un afluent al râului Măgheruș. 

## Hărți
- Harta județului Timiș